# Baker Street (Essex)
Baker Streey es una localidad situada en la autoridad unitaria de Thurrock, en el condado de Essex, Inglaterra (Reino Unido), con una población estimada a mediados de 2018 de 632 habitantes. Se encuentra a 4 km de Grays. Tiene un molino de viento del siglo XVII, que actualmente es una vivienda.